# خواكيم لانتز
خواكيم لانتز (بالسويدية: Joachim Lantz)‏ (10 مايو 1977 بكالمار في السويد - ) هو لاعب كرة قدم سويدي في مركز الدفاع. لعب مع نادي أوسترس ونادي كالمار وIFK Västerås ‏ وIFK Berga ‏ وMjällby AIF ‏.

## وصلات خارجية
- خواكيم لانتز على موقع اتحاد السويد (السويدية)
- خواكيم لانتز على موقع قاعدة بيانات كرة القدم.إي يو (الإنجليزية)